# Acacia glauca
Acacia glauca är en ärtväxtart som först beskrevs av Carl von Linné, och fick sitt nu gällande namn av Conrad Moench. Acacia glauca ingår i släktet akacior, och familjen ärtväxter. Inga underarter finns listade i Catalogue of Life.

## Bildgalleri

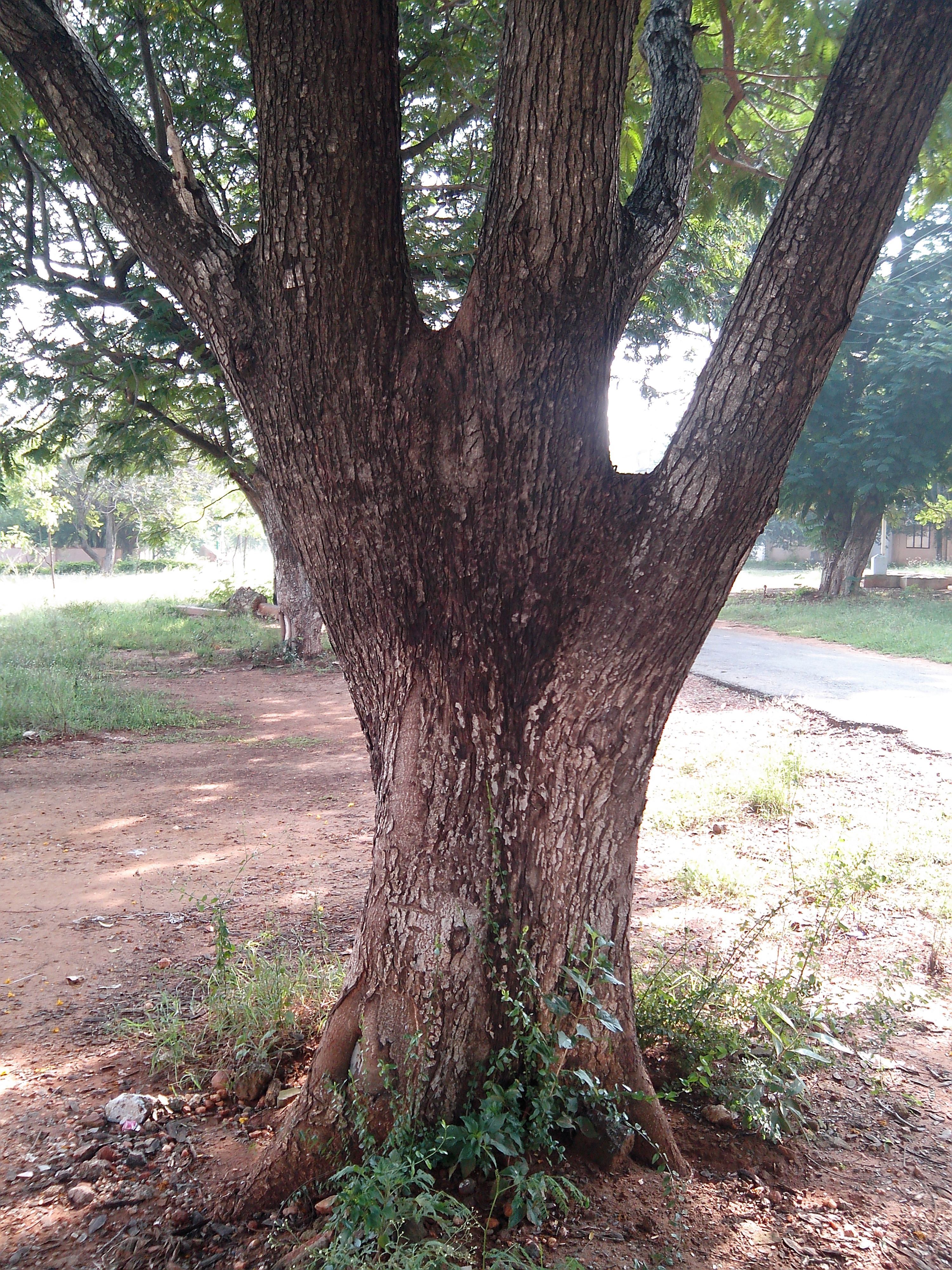
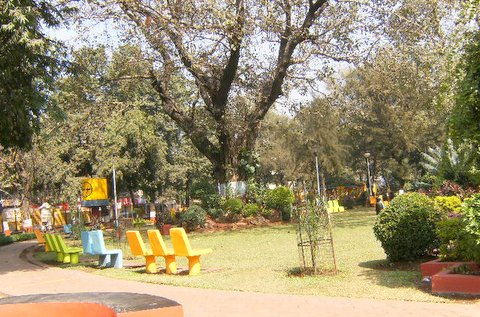
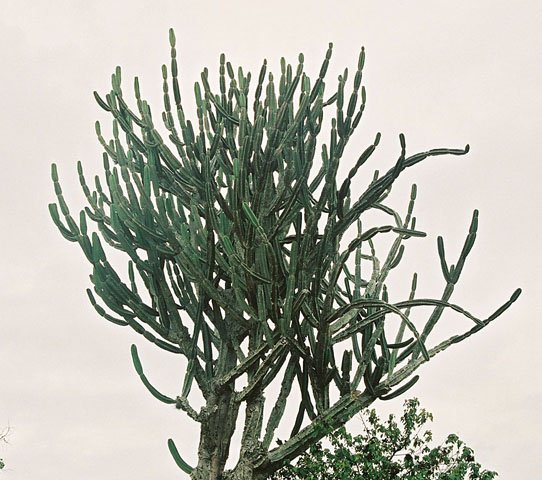